# Laudo Ferreira de Camargo
Laudo Ferreira de Camargo (Amparo, 17 de abril de 1881 - Río de Janeiro 27 de julio de 1963) fue un abogado, magistrado y político brasileño.

## Biografía
Nació el 17 de abril de 1881, en Amparo, en el interior de São Paulo, era hijo de Francisca Viegas de Arruda Camargo y João Belarmino Ferreira de Camargo, que militaba en el Partido Republicano Paulista (PRP) y llegó a ser alcalde de la ciudad. 
Se graduó en la Facultad de Derecho del Largo de São Francisco en 1902. Ejerció la abogacía en su ciudad natal hasta que, en 1905, fue nombrado fiscal del distrito de Serra Negra. En 1908, fue trasladado a São José do Rio Pardo cuando fue nombrado juez. En 1910, a Itaporanga. En 1911, Cajuru. En 1912, São Simão. En 1915, Ribeirão Preto y en 1922, Santos. Fue ascendido a juez de la capital en 1927. Tras el movimiento revolucionario de 1930, uno de los primeros actos del nuevo gobierno fue cambiar la composición del Tribunal de Justicia de São Paulo, obligando a algunos magistrados a jubilarse y nombrando a otros sin relación con el gobierno del PRP. Laudo de Camargo pasó a formar parte de la tercera sala del tribunal. El nuevo ministro prestó juramento el 27 de noviembre de 1930 en el despacho del presidente Manuel Policarpo.

## Jefe del Gobierno de São Paulo
Fue interventor federal en el gobierno de São Paulo, del 26 de julio al 13 de noviembre de 1931. Su nombre surgió para calmar los ánimos en medio de los conflictos oligárquicos entre el Partido Democrático y los tententistas, así como la tensión causada entre los paulistas por la intervención del gobierno federal de Getúlio Vargas. Laudo era percibido como una figura más neutral, no militante, "paulista y civil". A pesar de ello, tuvo que enfrentarse a diversas fuerzas opositoras, entre los tenentistas e incluso dentro del propio Gobierno Provisional, así como a la falta de apoyo del Partido Democrático, del Partido Republicano Paulista y del gobierno federal, que había establecido la interventoría. Pocos meses después, dimitió y cedió el cargo al teniente coronel Manuel Rabelo.

## Ministro del Supremo Tribunal Federal
Fue nombrado Ministro del Supremo Tribunal Federal (STF) por el presidente Getúlio Vargas, por decreto de 30 de mayo de 1932, en la vacante resultante de la muerte de Francisco Cardoso Ribeiro, asumiendo el cargo el 9 de junio. Fue elegido presidente desde el 31 de enero de 1949 hasta el 17 de abril de 1951, cuando se jubiló obligatoriamente al cumplir setenta años.

## Otras actividades
Después de dejar el STF, siguió actuando como asesor jurídico. Escribió dos libros: Notas de um juiz, de 1925, y Decisões, de 1931. También fue miembro del Instituto Histórico y Geográfico de São Paulo (IHGSP).

## Colección personal
El Archivo Público del Estado de São Paulo (APESP) posee el acervo de Laudo, donado por familiares y compuesto por más de 2.700 documentos, entre fotografías y producción textual, que registran especialmente su trayectoria jurídica.